# 2012 au Laos
2007 au Laos - 2008 au Laos - 2009 au Laos - 2010 au Laos - 2011 au Laos - 2012 au Laos
2007 par pays en Asie - 2008 par pays en Asie - 2009 par pays en Asie - 2010 par pays en Asie - 2011 par pays en Asie - 2012 par pays en Asie